# Ashanti (álbum)
Ashanti é álbum de estreia homônimo da cantora norte-americana Ashanti, lançado pela Murder Inc. e Def Jam Recordings em  2 de abril de 2002. Foi gravado em Nova Iorque e Los Angeles entre 2001 e 2002, durante o período em que Ashanti estava escrevendo para outros artistas. O álbum contém participações de Irv Gott, Ja Rule e do falecido The Notorious B.I.G. As contribuições para a produção do álbum vieram de uma ampla gama de produtores, incluindo Gotti, 7 Aurelius, Chink Santana, Jared Thomas e Reggie Wright.
Ashanti estreou no topo da Billboard 200 e da Top R&B/Hip-Hop Albums, vendendo 503.000 cópias em sua primeira semana, configurando-se na época como a maior primeira semana de vendas de um álbum de estreia de uma artista feminina. Em dezembro de 2002, álbum recebeu o certificado de platina tripla pela Recording Industry Association of America (RIAA), pelas mais de três milhões de unidades vendidas em território estadunidense. O disco rendeu à cantora três indicações ao Grammy Awards, nas categorias de Melhor Artista Revelação, Melhor Performance Vocal Feminina de R&B e Melhor Álbum de R&B Contemporâneo, tendo vencido o último. A revista Billboard classificou o Ashanti na 100ª posição da lista dos 200 Melhores Álbuns da Década. O álbum vendeu mais de seis milhões de cópias mundialmente.

O álbum foi promovido por quatro singles. "Foolish" foi lançada como primeiro single do projeto e liderou as paradas de 15 países, incluindo a Billboard Hot 100. Os dois singles seguintes, "Happy" e "Baby", entraram no top dez da tabela estadunidense. Ela também se apresentou em vários programas e premiações. Além disso, Ashanti foi ato de abertura da etapa norte-americana da turnê mundial Charmbracelet World Tour de Mariah Carey.
| Críticas profissionais                                                      | Críticas profissionais |
| Avaliações da crítica                                                       | Avaliações da crítica  |
| Fonte                                                                       | Avaliação              |
| --------------------------------------------------------------------------- | ---------------------- |
| Allmusic                                                                    | [ 5 ]                  |
| Los Angeles Times                                                           | [ 6 ]                  |
| Q Magazine                                                                  | [ 7 ]                  |
| Rolling Stone                                                               | [ 8 ]                  |
| Slant Magazine                                                              | [ 9 ]                  |
| Esta tabela precisa de ser acompanhada por texto em prosa. Consulte o guia. |                        |

## Faixas
| Edição |                                                   | |         |  |
| N.º    | Título                                            | Compositor(es)                                                                                     | Duração |  |
| 1.     | "Intro"                                           | J. Atkins, 7 Aurelius, T. Crocker, I. Lorenzo, J. Cartagena, A. Parker, C. Rios, T. Green, R. Gill | 1:25    |  |
| 2.     | "Foolish"                                         | 7 Aurelius, I. Lorenzo, E. Jordan, M. DeBarge                                                      | 3:47    |  |
| 3.     | "Happy"                                           | R. Calhouh, A. Parker, I. Lorenzo                                                                  | 4:22    |  |
| 4.     | "Leaving (Always on Time Part. II)" (com Ja Rule) | 7 Aurelius, I. Lorenzo, J. Atkins                                                                  | 3:55    |  |
| 5.     | "Narrative Call (Skit)"                           | Ashanti, Irv Gotti                                                                                 | 0:36    |  |
| 6.     | "Call"                                            | 7 Aurelius, I. Lorenzo                                                                             | 5:05    |  |
| 7.     | "Scared" (com Irv Gotti)                          | A. Parker, I. Lorenzo                                                                              | 4:43    |  |
| 8.     | "Rescue"                                          | 7 Aurelius, I. Lorenzo                                                                             | 7:25    |  |
| 9.     | "Baby"                                            | 7 Aurelius, I. Lorenzo, M. Dean, B. Jordan                                                         | 4:25    |  |
| 10.    | "Voodoo"                                          | 7 Aurelius, I.Lorenzo                                                                              | 4:37    |  |
| 11.    | "Movies"                                          | 7 Aurelius, I. Lorenzo, R. Wright, J. Thomas                                                       | 4:09    |  |
| 12.    | "Fight (Over Skit)"                               | I. Lorenzo                                                                                         | 1:18    |  |
| 13.    | "Over"                                            | A. Parker, I. Lorenzo                                                                              | 5:34    |  |
| 14.    | "Unfoolish" (com The Notorious B.I.G.)            | 7 Aurelius, I. Lorenzo, E. Jordan, M. DeBarge, S. Combs, D. Jones, R. Kelly, C. Wallace            | 3:14    |  |
| 15.    | "Shi Shi (Skit)"                                  | | 0:14    |  |
| 16.    | "Dreams"                                          | 7 Aurelius, I. Lorenzo, M. DeBarge                                                                 | 4:18    |  |
| 17.    | "Thank You"                                       | A. Douglas                                                                                         | 1:18    |  |

## Crédito das músicas
- "Foolish" contém uma amostra de "Stay with Me" de DeBarge.
- "Happy" contém uma amostra de "Outstanding" de Gap Band.
- "Baby" contém uma amostra de "Mary Jane" de Scarface.
- "Unfoolish" contém uma amostra de "Fuck You Tonight" de The Notorious B.I.G..

## Desempenho

### Posições
| Tabelas musicais (2002)                  | Melhor posição |
| ---------------------------------------- | -------------- |
| Estados Unidos - Billboard 200           | 1              |
| Estados Unidos - Top R&B/Hip-Hop Albums  | 1              |
| Canadá - Canadian Albums Chart           | 5              |
| Nova Zelândia - New Zealand Albums Chart | 15             |
| Austrália - Australian Albums Chart      | 10             |
| Reino Unido - UK Albums Chart            | 3              |
| Alemanha - German Albums Chart           | 10             |
| Suíça - Swiss Albums Chart               | 15             |

### Precessão e sucessão
| Precedido por A New Day Has Come de Celine Dion | Primeira posição na Billboard 200 20 de Abril - 4 de Maio de 2002 | Sucedido por No Shoes, No Shirt, No Problems de Kenny Chesney |